# 索斯梅尼勒
索斯梅尼勒（法語：Saussemesnil，法語發音：[sosmenil]），又称索瑟梅尼勒，是法国芒什省的一个市镇，属于瑟堡区。

## 地理
索斯梅尼勒（49°34'12"N, 1°29'2"W）面积21.45 平方千米，位于法国诺曼底大区芒什省，该省份为法国西北部沿海省份，西、北、东北三面环大西洋，东起顺时针与卡爾瓦多斯省、奧恩省、马耶讷省和伊勒-维莱讷省接壤。
与索斯梅尼勒接壤的市镇（或旧市镇、城区）包括：布里、勒梅尼勒欧瓦勒、蒙泰居拉布里塞特、圣约瑟夫、塔梅尔维尔、戈讷维尔-勒泰伊。

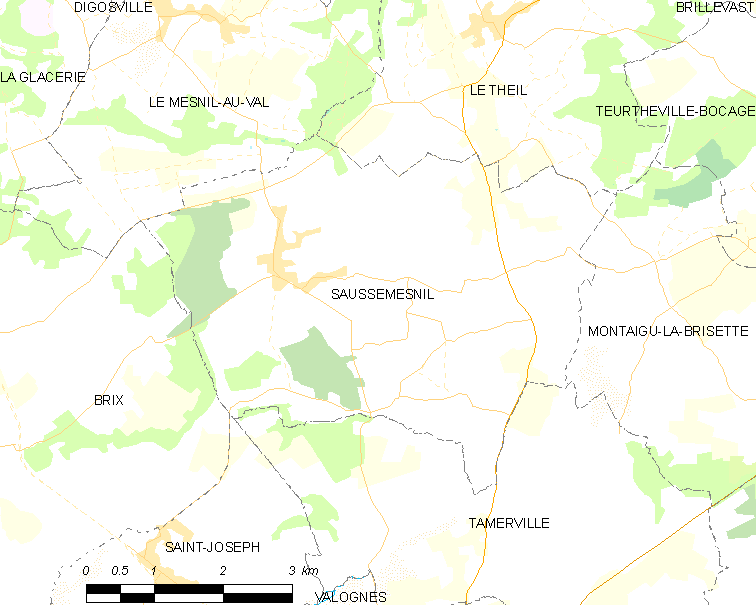
索斯梅尼勒的OSM定位图

索斯梅尼勒的时区为UTC+01:00、UTC+02:00（夏令时）。

## 行政
索斯梅尼勒的邮政编码为50700，INSEE市镇编码为50567。

## 政治
索斯梅尼勒所属的省级选区为瓦洛涅县。

## 人口

1962-2008年间索斯梅尼勒人口变化图示

索斯梅尼勒于2022年1月1日时的人口数量为912人。